# Малая Михайловка (Запорожская область)
Малая Михайловка (укр. Мала Михайлівка, с 1962 до 2016 г. — Белоре́цкое) — село,
Белорецкий сельский совет,
Весёловский район,
Запорожская область,
Украина.
Код КОАТУУ — 2321280501. Население по переписи 2001 года составляло 567 человек.
Является административным центром Белорецкого сельского совета, в который, кроме того, входят сёла
Авангард и
Озёрное.

## Географическое положение
Село Малая Михайловка находится в 1-м км от правого берега реки Большой Утлюк,
ниже по течению на расстоянии в 3 км расположено село Озёрное.
Река в этом месте пересыхает, на ней сделано несколько запруд.

## История
- 1879 год — основано как село Малая Михайловка (по некоторым данным Михайловка) переселенцами из села Михайловка Мелитопольского уезда.
- 1962 год — переименовано в село Белорецкое в честь 270-го Белорецкого полка 30-й Иркутской дивизии, который в 1920 году освобождал село от врангелевцев.
- 2016 год — возвращено название Малая Михайловка.

## Экономика
- «Славутич», агрофирма, ООО.

## Объекты социальной сферы
- Школа I—IIІ ст.
- Детский сад.
- Клуб.

## Достопримечательности
- Братская могила советских воинов.